# Kurt Holmgren (kommunalborgmästare)
Kurt Vilhelm Holmgren, född 16 juli 1908 i Engelbrekts församling, Stockholm, död 2 december 1958 i Nynäshamn, var en svensk kommunalborgmästare. 
Holmgren, som var son till byggnadsingenjör Axel Holmgren och Elsa Anderson, avlade studentexamen vid Beskowska skolan i Stockholm 1929, inskrevs vid Stockholms högskola 1930 och blev juris kandidat 1938. Han blev kommunalborgmästare i Strömstads stad 1944 och var tillika stadsfullmäktiges sekreterare och tillförordnad notarius publicus där. Han blev därefter kommunalborgmästare i Nynäshamns stad 1946.